# Corte d'appello di Venezia

Territorio del distretto di corte d'appello di Venezia

Il distretto della Corte d'appello di Venezia è formato dai circondari dei Tribunali ordinari di Belluno, Padova, Rovigo, Treviso, Venezia, Verona e Vicenza.
Costituisce l'unica Corte d'appello nel territorio della regione Veneto.

## Tribunale di Belluno

### Giudice di pace di Belluno
Agordo, Alano di Piave, Alleghe, Alpago, Arsiè, Auronzo di Cadore, Belluno, Borca di Cadore, Borgo Valbelluna, Calalzo di Cadore, Canale d'Agordo, Castellavazzo, Cencenighe Agordino, Cesiomaggiore, Chies d'Alpago, Cibiana di Cadore, Colle Santa Lucia, Comelico Superiore, Cortina d'Ampezzo, Danta di Cadore, Domegge di Cadore, Erto e Casso, Falcade, Feltre, Fonzaso, Gosaldo, La Valle Agordina, Lamon, Limana, Livinallongo del Col di Lana, Longarone, Lorenzago di Cadore, Lozzo di Cadore, Ospitale di Cadore, Pedavena, Perarolo di Cadore, Pieve di Cadore, Ponte nelle Alpi, Quero Vas, Rivamonte Agordino, Rocca Pietore, San Gregorio nelle Alpi, San Nicolò di Comelico, San Pietro di Cadore, San Tomaso Agordino, San Vito di Cadore, Santa Giustina, Santo Stefano di Cadore, Sappada, Sedico, Selva di Cadore, Seren del Grappa, Sospirolo, Soverzene, Sovramonte, Taibon Agordino, Tambre, Val di Zoldo, Vallada Agordina, Valle di Cadore, Vigo di Cadore, Vodo Cadore, Voltago Agordino, Zoppè di Cadore

## Tribunale di Padova

### Giudice di pace di Padova
Abano Terme, Agna, Albignasego, Anguillara Veneta, Arquà Petrarca, Arre, Arzergrande, Bagnoli di Sopra, Battaglia Terme, Borgoricco, Bovolenta, Brugine, Cadoneghe, Campo San Martino, Campodarsego, Campodoro, Camposampiero, Candiana, Carmignano di Brenta, Cartura, Casalserugo, Cervarese Santa Croce, Cittadella, Codevigo, Conselve, Correzzola, Curtarolo, Due Carrare, Fontaniva, Galliera Veneta, Galzignano Terme, Gazzo, Grantorto, Legnaro, Limena, Loreggia, Maserà di Padova, Massanzago, Mestrino, Monselice, Montegrotto Terme, Noventa Padovana, Padova, Piazzola sul Brenta, Piombino Dese, Piove di Sacco, Polverara, Ponte San Nicolò, Pontelongo, Rovolon, Rubano, Saccolongo, San Giorgio delle Pertiche, San Giorgio in Bosco, San Martino di Lupari, San Pietro in Gu, Santa Giustina in Colle, Sant'Angelo di Piove di Sacco, Saonara, Selvazzano Dentro, Teolo, Terrassa Padovana, Tombolo, Torreglia, Trebaseleghe, Tribano, Veggiano, Vigodarzere, Vigonza, Villa del Conte, Villafranca Padovana, Villanova di Camposampiero

## Tribunale di Rovigo

### Giudice di pace di Rovigo
Adria, Ariano nel Polesine, Arquà Polesine, Badia Polesine, Bagnolo di Po, Baone, Barbona, Bergantino, Boara Pisani, Borgo Veneto, Bosaro, Calto, Canaro, Canda, Carceri, Casale di Scodosia, Castelbaldo, Castelguglielmo, Castelmassa, Castelnovo Bariano, Ceneselli, Ceregnano, Cinto Euganeo, Corbola, Costa di Rovigo, Crespino, Este, Ficarolo, Fiesso Umbertiano, Frassinelle Polesine, Fratta Polesine, Gaiba, Gavello, Giacciano con Baruchella, Granze, Guarda Veneta, Lendinara, Loreo, Lozzo Atestino, Lusia, Masi, Megliadino San Vitale, Melara, Merlara, Montagnana, Occhiobello, Ospedaletto Euganeo, Papozze, Pernumia, Pettorazza Grimani, Piacenza d'Adige, Pincara, Polesella, Ponso, Pontecchio Polesine, Porto Tolle, Porto Viro, Pozzonovo, Rosolina, Rovigo, Salara, San Bellino, San Martino di Venezze, San Pietro Viminario, Sant'Elena, Sant'Urbano, Solesino, Stanghella, Stienta, Taglio di Po, Trecenta, Urbana, Vescovana, Vighizzolo d'Este, Villadose, Villamarzana, Villanova del Ghebbo, Villa Estense, Villanova Marchesana, Vò

## Tribunale di Treviso

### Giudice di pace di Conegliano
Cappella Maggiore, Cison di Valmarino, Codognè, Colle Umberto, Conegliano, Cordignano, Follina, Fregona, Gaiarine, Godega di Sant'Urbano, Mareno di Piave, Miane, Orsago, Pieve di Soligo, Refrontolo, Revine Lago, San Fior, San Pietro di Feletto, San Vendemiano, Santa Lucia di Piave, Sarmede, Sernaglia della Battaglia, Susegana, Tarzo, Vazzola, Vittorio Veneto

### Giudice di pace di Treviso
Altivole, Arcade, Asolo, Borso del Grappa, Breda di Piave, Caerano di San Marco, Carbonera, Casale sul Sile, Casier, Castelcucco, Castelfranco Veneto, Castello di Godego, Cavaso del Tomba, Cessalto, Chiarano, Cimadolmo, Cornuda, Crocetta del Montello, Farra di Soligo, Fontanelle, Fonte, Giavera del Montello, Gorgo al Monticano, Istrana, Loria, Mansuè, Maser, Maserada sul Piave, Meduna di Livenza, Mogliano Veneto, Monastier di Treviso, Monfumo, Montebelluna, Morgano, Moriago della Battaglia, Motta di Livenza, Nervesa della Battaglia, Oderzo, Ormelle, Paese, Pederobba, Pieve del Grappa, Ponte di Piave, Ponzano Veneto, Portobuffolé, Possagno, Povegliano, Preganziol, Quinto di Treviso, Resana, Riese Pio X, Roncade, Salgareda, San Biagio di Callalta, San Polo di Piave, San Zenone degli Ezzelini, Segusino, Silea, Spresiano, Trevignano, Treviso, Valdobbiadene, Vedelago, Vidor, Villorba, Volpago del Montello, Zenson di Piave, Zero Branco

## Tribunale di Venezia

### Giudice di pace di Chioggia
Cavarzere, Chioggia, Cona

### Giudice di pace di Dolo
Campagna Lupia, Campolongo Maggiore, Camponogara, Dolo, Fiesso d'Artico, Fossò, Mira, Stra, Vigonovo

### Giudice di pace di San Donà di Piave
Ceggia, Eraclea, Fossalta di Piave, Jesolo, Meolo, Musile di Piave, Noventa di Piave, Quarto d'Altino, San Donà di Piave, Torre di Mosto

### Giudice di pace di Venezia
Cavallino-Treporti, Cavarzere, Marcon, Martellago, Mirano, Noale, Pianiga, Salzano, Santa Maria di Sala, Scorzè, Spinea, Venezia

## Tribunale di Verona

### Giudice di pace di Legnago
Angiari, Bevilacqua, Bonavigo, Boschi Sant'Anna, Casaleone, Castagnaro, Cerea, Concamarise, Gazzo Veronese, Legnago, Minerbe, Roverchiara, San Pietro di Morubio, Sanguinetto, Terrazzo, Villa Bartolomea

### Giudice di pace di Verona
Affi, Albaredo d'Adige, Arcole, Badia Calavena, Bardolino, Belfiore, Bosco Chiesanuova, Bovolone, Brentino Belluno, Brenzone, Bussolengo, Buttapietra, Caldiero, Caprino Veronese, Castel d'Azzano, Castelnuovo del Garda, Cavaion Veronese, Cazzano di Tramigna, Cerro Veronese, Cologna Veneta, Colognola ai Colli, Costermano, Dolcè, Erbè, Erbezzo, Ferrara di Monte Baldo, Fumane, Garda, Grezzana, Illasi, Isola della Scala, Isola Rizza, Lavagno, Lazise, Malcesine, Marano di Valpolicella, Mezzane di Sotto, Montecchia di Crosara, Monteforte d'Alpone, Mozzecane, Negrar, Nogara, Nogarole Rocca, Oppeano, Palù, Pastrengo, Pescantina, Peschiera del Garda, Povegliano Veronese, Pressana, Rivoli Veronese, Roncà, Ronco all'Adige, Roverè Veronese, Roveredo di Guà, Salizzole, San Bonifacio, San Giovanni Ilarione, San Giovanni Lupatoto, San Martino Buon Albergo, San Mauro di Saline, San Pietro in Cariano, San Zeno di Montagna, Sant'Ambrogio di Valpolicella, Sant'Anna d'Alfaedo, Selva di Progno, Soave, Sommacampagna, Sona, Sorgà, Torri del Benaco, Tregnago, Trevenzuolo, Valeggio sul Mincio, Velo Veronese, Verona, Veronella, Vestenanova, Vigasio, Villafranca di Verona, Zevio, Zimella

## Tribunale di Vicenza

### Giudice di pace di Bassano del Grappa
Asiago, Bassano del Grappa, Cartigliano, Cassola, Colceresa, Enego, Foza, Gallio, Lusiana Conco, Marostica, Mussolente, Nove, Pianezze, Pove del Grappa, Pozzoleone, Roana, Romano d'Ezzelino, Rosà, Rossano Veneto, Rotzo, Salcedo, Schiavon, Solagna, Tezze sul Brenta, Valbrenta, Valdastico

### Giudice di pace di Vicenza
Agugliaro, Albettone, Alonte, Altavilla Vicentina, Altissimo, Arcugnano, Arsiero, Arzignano, Asigliano Veneto, Barbarano Vicentino, Bolzano Vicentino, Breganze, Brendola, Bressanvido, Brogliano, Caldogno, Caltrano, Calvene, Camisano Vicentino, Campiglia dei Berici, Carrè, Castegnero, Castelgomberto, Chiampo, Chiuppano, Cogollo del Cengio, Cornedo Vicentino, Costabissara, Creazzo, Crespadoro, Dueville, Fara Vicentino, Gambellara, Gambugliano, Grancona, Grisignano di Zocco, Grumolo delle Abbadesse, Isola Vicentina, Laghi, Lastebasse, Longare, Lonigo, Lugo di Vicenza, Malo, Marano Vicentino, Montebello Vicentino, Montecchio Maggiore, Montecchio Precalcino, Monte di Malo, Montegalda, Montegaldella, Monteviale, Monticello Conte Otto, Montorso Vicentino, Mossano, Nanto, Nogarole Vicentino, Noventa Vicentina, Orgiano, Pedemonte, Piovene Rocchette, Pojana Maggiore, Posina, Quinto Vicentino, Recoaro Terme, San Germano dei Berici, San Pietro Mussolino, Sandrigo, Santorso, San Vito di Leguzzano, Sarcedo, Sarego, Schio, Sossano, Sovizzo, Thiene, Tonezza del Cimone, Torrebelvicino, Torri di Quartesolo, Trissino, Valdagno, Valli del Pasubio, Velo d'Astico, Vicenza, Villaga, Villaverla, Zanè, Zermeghedo, Zovencedo, Zugliano

## Altri organi giurisdizionali competenti per i comuni del distretto

### Sezioni specializzate
- Corti d’assise di Belluno, Padova, Rovigo, Treviso, Venezia, Verona e Vicenza
- Corte d'assise d'appello di Venezia
- Sezioni specializzate in materia di impresa presso il Tribunale e la Corte d'appello di Venezia
- Tribunale regionale delle acque pubbliche di Venezia
- Sezione   specializzata   in   materia   di immigrazione, protezione internazionale e libera circolazione dei cittadini dell'Unione europea presso il Tribunale di Venezia

### Giustizia minorile
- Tribunale per i minorenni di Venezia
- Corti d'appello di Venezia, sezione per i minorenni

### Sorveglianza
- Ufficio di sorveglianza: Padova, Venezia e Verona
- Tribunale di sorveglianza: Venezia

### Giustizia tributaria
- Commissione tributaria provinciale (CTP): Belluno, Padova, Rovigo, Treviso, Venezia, Verona e Vicenza
- Commissione tributaria regionale (CTR) Veneto, sede di Venezia e Sezione staccata di Verona

### Giustizia militare
- Tribunale militare di Verona[2]
- Corte d’appello militare di Roma

### Giustizia contabile
- Corte dei Conti:  Sezione Giurisdizionale per la Regione Veneto, Sezione regionale di controllo, Procura regionale presso la sezione giurisdizionale (Venezia)[3]

### Giustizia amministrativa
- Tribunale Amministrativo Regionale per il Veneto (Venezia)[4]

### Usi civici
- Commissariato per la liquidazione degli usi civici delle Province venete, con sede a Venezia

### Giudice tavolare
- Giudice tavolare presso il Tribunale di Belluno